# Papa Silvestro III
Papa Silvestro III, nato Giovanni de' Crescenzi Ottaviani (Roma, 1000 circa – 1062 circa), è stato il 146º papa della Chiesa cattolica dal 13 gennaio fino al 10 marzo 1045.

## Biografia

### L'elezione
Dopo che Benedetto IX venne cacciato da Roma nel settembre 1044, Giovanni, vescovo di Sabina, il 13 gennaio 1045 venne eletto, contro la sua volontà, al termine di un lungo confronto tra fazioni, con l'appoggio dei suoi congiunti della famiglia Crescenzi Ottaviani con a capo il conte Gerardo di Galeria e fu consacrato il 20 gennaio con il nome di Silvestro III. E i Romani - secondo quanto dice Gregorovius - quasi all'unanimità dichiararono Benedetto decaduto e Silvestro loro nuovo pontefice.

### Il breve pontificato
Silvestro venne accusato, probabilmente falsamente, di aver corrotto per ottenere l'elezione, cosa che, più probabilmente, aveva fatto Gerardo e non lui in prima persona. I Crescenzi volevano riprendere quel potere perso nel 1012 quando fu eletto Benedetto VIII (1012-1024) dei conti di Tuscolo a discapito del loro candidato, l'Antipapa Gregorio VI (1012). Benedetto IX comminò la scomunica del nuovo papa il 10 febbraio e, nel giro di un mese, ritornò a Roma ed espulse il rivale (9 marzo 1045), che fece ritorno in Sabina per riprendersi l'incarico di vescovo di tale diocesi. Il giorno dopo, Benedetto lo dichiarò deposto e riprese il suo posto. Benedetto IX era stato deposto il 13 gennaio dal popolo di Roma istigato dai suoi capi, ma non da un concilio di vescovi, né dai cardinali o da un'autorità politica superiore quale il Sacro romano imperatore: dunque, il dubbio che quella deposizione fosse illegittima e, di fatto, nulla, rimane; dunque, Silvestro III poteva essere solo un intruso e Benedetto IX ancora il papa legittimo.
In seguito Benedetto IX volle ritirarsi dal pontificato ma, piuttosto che legittimare Silvestro come suo successore, vendette la carica al padrino Giovanni de Graziani, che divenne Papa Gregorio VI. Salvo poi pentirsene e rivolere la carica indietro, mentre Silvestro, disprezzato sia da Benedetto sia da Gregorio, languiva in un limbo politico, sostenuto da pochi fedeli.
Durante il suo breve pontificato, papa Silvestro III non nominò alcun nuovo cardinale.

### Dopo la fine del pontificato
Quasi due anni dopo (dicembre 1046), il Concilio di Sutri privò Silvestro III del suo vescovato e del sacerdozio e gli ordinò di rinchiudersi in un monastero, mentre Benedetto IX fu dichiarato già decaduto (e in più scomunicato poiché non si era presentato al giudizio) e Gregorio VI fu invitato ad abdicare. Questa sentenza venne poi sospesa, in quanto il Crescenzi-Ottaviani, non più Silvestro III, continuò nelle sue funzioni e venne riconosciuto vescovo di Sabina fino alla morte: un suo successore come vescovo di Sabina, Ubaldo, venne registrato nell'ottobre 1063, indicando che il Crescenzi-Ottaviani morì prima di quella data. Altri documenti attestano che lo stesso Ubaldo era suo successore già nel 1062.
Dopo la sua deposizione il 10 marzo 1045, ben nove pontefici gli succedettero mentre era in vita (Gregorio VI, Clemente II, Damaso II, Leone IX, Vittore II, Stefano IX, Benedetto X, Niccolò II, Alessandro II) ma mai, alla morte o deposizione di nessuno di loro, alcuno pensò di reintegrarlo nella sua carica, lasciandolo sempre in pace nella sua Sabina, sapendo che egli non ambiva a tornare sul Soglio Pontificio. Né fu mandato in esilio come Gregorio VI o rinchiuso in un monastero come Benedetto X, e fu sempre al sicuro dagli attacchi di Benedetto IX, che semplicemente lo ignorò.

## Questioni sulla numerazione pontificia
Sebbene il diritto di Silvestro III ad essere considerato un papa autentico fosse, in passato, aperto ad alcune discussioni (taluni lo consideravano antipapa, come è stato stabilito dal Concilio di Sutri e come è stato ritenuto per secoli), egli è comunque ora elencato ufficialmente come papa legittimo nell'Annuario Pontificio dal 20 gennaio al 10 marzo 1045. Una situazione simile si applica anche a Gregorio VI e a Clemente II. Cinquantacinque anni dopo la sua deposizione, trentotto dopo la sua morte, l'antipapa Teodorico riprese il suo nome pontificale, Silvestro III, in quanto il Crescenzi-Ottaviani non era considerato pontefice autentico. Nella Basilica di San Paolo fuori le Mura, tra Benedetto IX e Gregorio VI, il suo ritratto non c'è.

## Silvestro III nella letteratura
Nel 1907, nel romanzo Il Padrone del Mondo, Robert Hugh Benson chiama gli ultimi due papi Giovanni XXIV e Silvestro III, in quanto, fino ai primi anni del XX secolo, il Crescenzi-Ottaviani era considerato un antipapa, mentre Pietro Filargo e Baldassarre Cossa Papi legittimi.